# Borgonovo Val Tidone
Borgonovo Val Tidone is een gemeente in de Italiaanse provincie Piacenza (regio Emilia-Romagna) en telt 8105 inwoners (1-1-2023). De oppervlakte bedraagt 51,7 km², de bevolkingsdichtheid is 156,77 inwoners per km².
De volgende frazioni maken deel uit van de gemeente: Agazzino, Bilegno, Breno, Castelnovo Val Tidone, Corano, Fabbiano, Mottanziana.

## Demografie
Borgonovo Val Tidone telt 8105 inwoners dat is in de periode 1991-2023 een toename van 23,57% volgens cijfers uit de tienjaarlijkse volkstellingen van ISTAT.
| Jaar | Inwoners |
| ---- | -------- |
| 1991 | 6559     |
| 2001 | 6866     |
| 2004 | 7062     |
| 2010 | 7713     |
| 2013 | 7860     |
| 2017 | 7893     |
| 2018 | 7952     |
| 2022 | 8026     |
| 2023 | 8105     |

## Geografie
De gemeente ligt op ongeveer 114 meter boven zeeniveau.
Borgonovo Val Tidone grenst aan de volgende gemeenten: Agazzano, Alta Val Tidone, Castel San Giovanni, Gragnano Trebbiense, Pianello Val Tidone, Rottofreno, Sarmato, Ziano Piacentino.